# Jamides parazebra
Jamides parazebra är en fjärilsart som beskrevs av Hans Fruhstorfer 1921. Jamides parazebra ingår i släktet Jamides och familjen juvelvingar. Inga underarter finns listade i Catalogue of Life.